# Heidi Løke
Heidi Løke (Tønsberg, 12 de dezembro de 1982) é uma handebolista profissional norueguesa, campeã olímpica.